# 1234 Elyna
1234 Elyna este un asteroid din centura principală, descoperit pe 18 octombrie 1931 de Karl Reinmuth.